# Azuré d'Anatolie
Turanana endymion
Espèce
L'Azuré d'Anatolie (Turanana endymion) est une espèce de lépidoptères (papillons) de la famille des Lycaenidae. Cet Azuré de très petite taille se rencontre de la Turquie jusqu'à l'Iran. 

## Morphologie
L'imago de l’Azuré d'Anatolie est un papillon de très petite taille, qui présente un dimorphisme sexuel : le dessus du mâle est bleu foncé largement bordé de brun, tandis que celui de la femelle est brun.
Le revers des ailes a un fond gris clair, orné de plusieurs séries de points noirs cerclés de blancs, ainsi que de lunules orange près de l'angle anal de l'aile postérieure.
Comme chez les autres Turanana, le point postdiscal de l'espace 3 de chaque aile est décalé vers la marge.

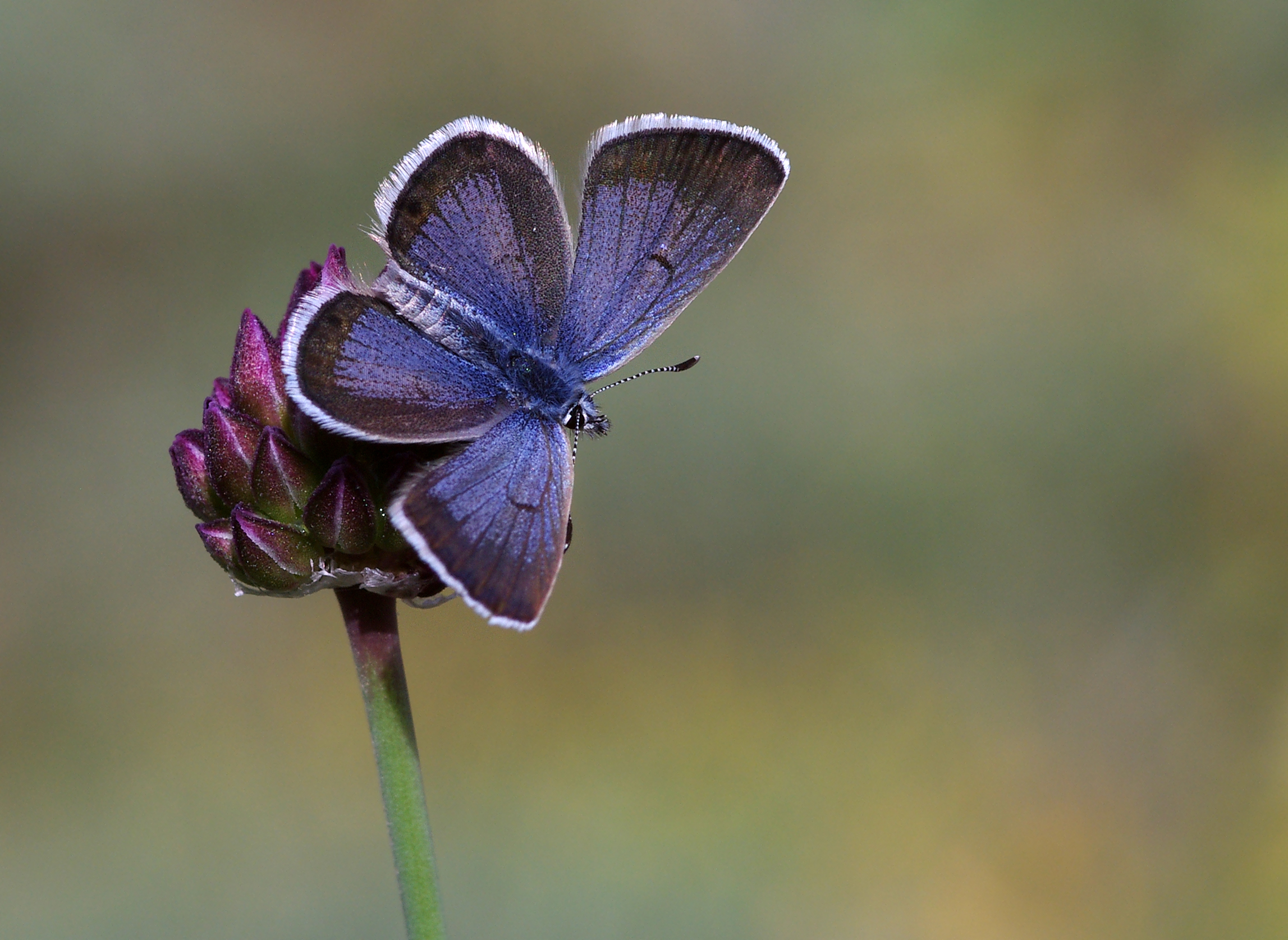
Dessus d'un mâle (la femelle est brune), en Turquie.
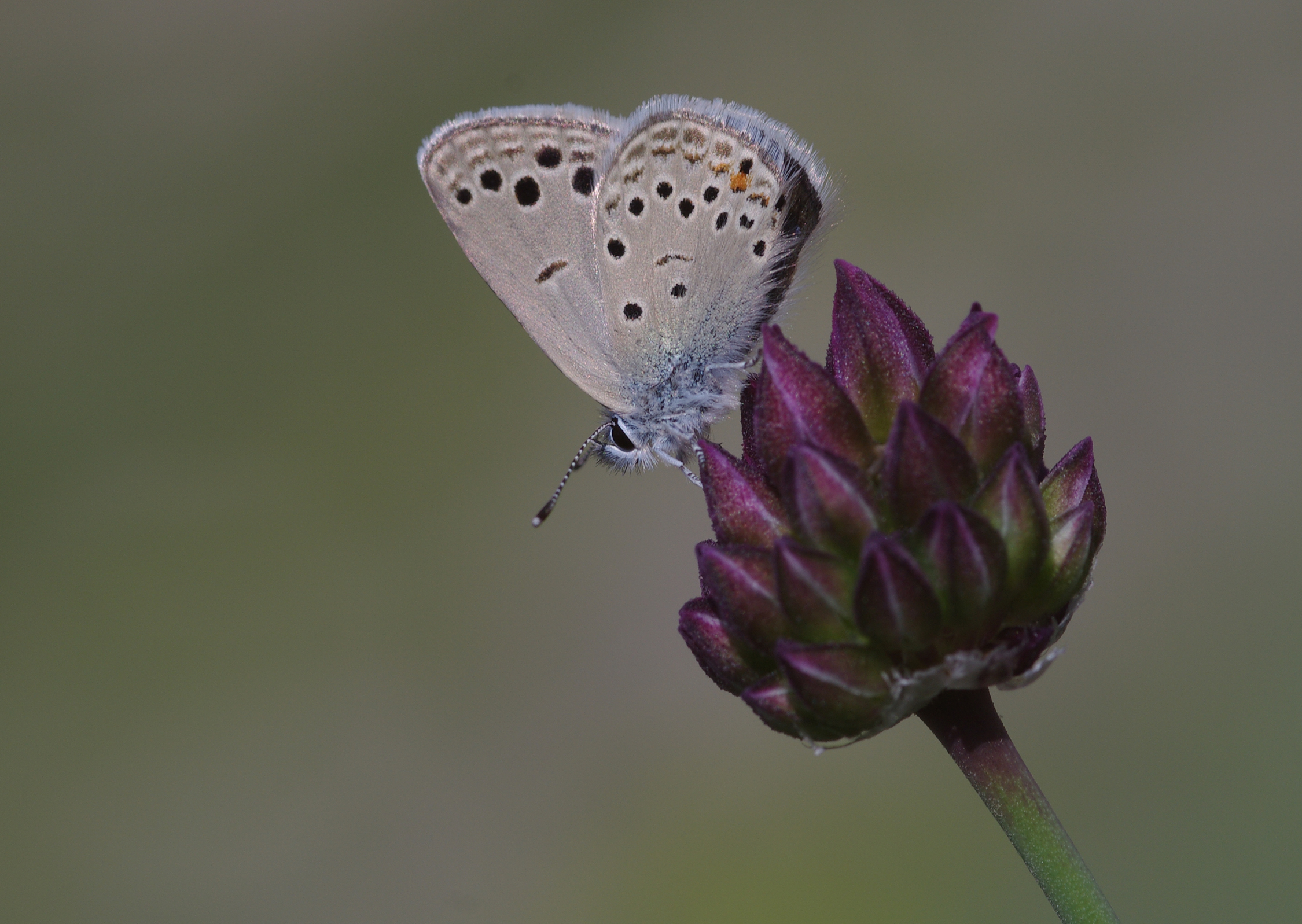
Revers du même mâle.

## Répartition et habitat
L’Azuré d'Anatolie est présent en Anatolie orientale, en Arménie, en Syrie, au Liban, en Israël au Turkestan et en Iran. Il réside sur des rochers calcaires jusqu'à 1 800 m d'altitude[réf. souhaitée].

## Biologie
L’Azuré d'Anatolie est univoltin. Le papillon vole de mai à juillet, et l'espèce hiverne au stade de chrysalide[réf. souhaitée].
Les plantes hôtes de sa chenille sont des Acantholimon.

## Systématique

### Description originale et synonymes
L'espèce actuellement appelée Turanana endymion a été décrite vers 1850 par l'entomologiste allemand Christian Friedrich Freyer sous le nom de Papilio endymion[à vérifier], et en 1851 par l'entomologiste allemand Gottlieb August Wilhelm Herrich-Schäffer sous le nom de Lycaena panagaea. En raison d'incertitudes sur les dates exactes de ces premières publications, deux binoms sont actuellement en concurrence pour désigner l'espèce : Turanana endymion et Turanana panagaea. 
On trouve les synonymes et autres combinaisons suivants, : 
- Papilio endymion Freyer, [1850] — protonyme supposé pour la combinaison actuelle Turanana endymion (Freyer, [1850])[à vérifier]
- Lycaena endymion Freyer, 1850 ou Freyer, 1852
- Lycaena endymion Gerhard, 1851
- Lycaena panagaea Herrich-Schäffer, [1851]
- Actizera panagaea (Herrich-Schäffer, [1851])
- Turanana panagaea (Herrich-Schäffer, [1851])

### Espèce proche
Cette espèce a été séparée en 2005 du très ressemblant Turanana taygetica (Rebel, 1902), qui est présent dans le Péloponnèse et en Anatolie occidentale (Turquie).